# Erbarmungslos
Erbarmungslos (Originaltitel: Unforgiven) ist ein US-amerikanischer Spätwestern aus dem Jahr 1992, bei dem Clint Eastwood Regie führte, den Film produzierte und die Hauptrolle übernahm. In weiteren Rollen sind Gene Hackman und Morgan Freeman zu sehen. Der Film wurde mit vier Oscars ausgezeichnet, unter anderem für den besten Film und die beste Regie. 2013 entstand mit The Unforgiven eine japanische Neuverfilmung.

## Handlung
In der verschlafenen Kleinstadt Big Whiskey wollen sich zwei Cowboys im Saloon mit den Dirnen vergnügen. Als der ältere von einer der Prostituierten verspottet wird, schlägt er sie und verletzt sie durch Messerschnitte im Gesicht. Der Sheriff sieht gegen Herausgabe von ein paar ihrer Pferde an den Salonbetreiber von einer Anklage ab. Den Prostituierten genügt das nicht; sie versprechen demjenigen, der die beiden Cowboys tötet, eine Belohnung von 1000 Dollar.
Ein junger Möchtegern-Revolverheld, der sich Schofield Kid nennt, möchte sich das Geld verdienen und bittet den gealterten und desillusionierten einstigen Revolverhelden William Munny, ihn zu unterstützen. Dieser hat seinem früheren kriminellen Leben abgeschworen und ist braver Ehemann, Vater und Schweinezüchter geworden, blieb jedoch glücklos: Seine Frau starb im Alter von nur 29 Jahren, seine Farm wird von der Schweinepest heimgesucht, und ihm droht der finanzielle Ruin. So beschließt Will, obwohl seine Schießkünste inzwischen stark nachgelassen haben und er nur noch mit großen Schwierigkeiten in den Sattel kommt, Haus, Hof und seine zwei Kinder für 14 Tage zu verlassen, um sich zusammen mit seinem ehemaligen Partner Ned Logan dem jungen Mann anzuschließen und das Kopfgeld zu kassieren.
Kaum in Big Whiskey angekommen, wird der nach einem schweren Gewitter inzwischen an Fieber erkrankte und geschwächte Will von Sheriff „Little Bill“ Daggett geschlagen und aus der Stadt gejagt, da er entgegen einem anderslautenden Gebot eine Waffe mit sich führt. Ein anderer bekannter Killer, English Bob genannt, der es ebenfalls auf die Belohnung abgesehen hatte, ist von Little Bill bereits zuvor brutal zusammengeschlagen und entzaubert worden, indem er die Legenden, die diesen umgaben, vor seinem mit ihm reisenden Biographen als bloßen Mythos entlarvt hat.
Nachdem Will sich erholt hat, spüren er und seine beiden Begleiter den jüngeren der beiden gesuchten Cowboys bei seiner Arbeit auf. Will verpasst ihm aus dem Hinterhalt einen Bauchschuss, an dem dieser bald stirbt. Ned, der zuvor aufgrund von Gewissensbissen nicht in der Lage war, den jungen Mann zu töten, entschließt sich, die Gruppe zu verlassen, und reitet heimwärts. Unterwegs wird er jedoch von Little Bills Leuten aufgegriffen und nach Big Whiskey gebracht. Um die Identität und den Aufenthaltsort von Neds Partnern zu erfahren, peitscht der Sheriff ihn so lange aus, bis Ned seinen Verletzungen erliegt. Seine Leiche wird von Little Bill auf offener Straße vor dem Saloon als abschreckendes Beispiel zur Schau gestellt.
Kid hat inzwischen mit Wills Hilfe auch den zweiten Cowboy gefunden und ihn erschossen, als dieser gerade auf der Toilette sitzt. Als Will bei der Aushändigung der versprochenen Belohnung durch eine der Prostituierten von Neds Tod erfährt, trinkt er zum ersten Mal seit vielen Jahren Alkohol und reitet in die Stadt zurück, um Rache für den Tod seines Freundes zu nehmen. Kid hingegen steht noch unter dem Schock, zum ersten Mal gemordet zu haben, und wird von Will nach Hause geschickt.
Bei Nacht und sintflutartigem Regen trifft Will im Saloon auf Little Bill und seine Gehilfen, die gerade planen, wie sie Will jagen können. Es kommt zum Showdown. Will erschießt Little Bill und vier weitere Männer. Er reitet aus der Stadt, um zu seinen Kindern zurückzukehren und seine Ranch für immer zu verlassen.

## Kritiken
„Clint Eastwoods revisionistischer Western belebt die altbekannten Strukturen, um sie einer entmythologisierenden Betrachtung von Gewalttätigkeit und deren Folgen zuzuführen. Weniger formal als wegen der thematischen Perspektive interessant.“

„Clint Eastwood gestaltet eine differenzierte Analyse der Entstehung und Ausbreitung von Gewalt, wobei er gekonnt Westernklischees mit bitterer Ironie aufbricht. Nicht nur die gelungene Darstellung eines Themas, sondern auch die entmythologisierende Reflexion eines Filmgenres.“

„Unforgiven lässt den einstmals wilden Westen in einer sintflutartigen endlos erscheinenden Regennacht enden, in der Gewalt keine regenerierende Kraft mehr ist, sondern nur noch zerstörerisch.“

## Auszeichnungen
Der Film wurde mit vier Oscars für den besten Film, die beste Regie (Clint Eastwood), die beste Nebenrolle (Gene Hackman) und den besten Schnitt (Joel Cox) ausgezeichnet. Nominiert war er außerdem in den Kategorien beste Hauptrolle, beste Kamera, beste Ausstattung, bestes Original-Drehbuch und für den besten Ton.
Auf der Verleihung des Golden Globe Awards triumphierte Clint Eastwood als bester Regisseur und Gene Hackman als bester Nebendarsteller. Weiterhin war der Film als bestes Drama und für das beste Drehbuch nominiert.
Bei den BAFTA Awards war der Film sechsmal nominiert, u. a. als bester Film, für die beste Regie oder das beste Drehbuch. Nur Gene Hackman gewann den Preis als bester Nebendarsteller. Den begehrten NYFCC Award erhielt Gene Hackman als bester Nebendarsteller. Bei den NSFC Awards gewann der Film vier Auszeichnungen, in den Kategorien Film, Drehbuch, Regisseur und Nebendarsteller. Die LAFCA Awards vergaben Preise in denselben Kategorien an den Film und zusätzlich noch den Preis als besten Film.
Erbarmungslos erhielt zahlreiche weitere Preise und Nominierungen, so zum Beispiel bei den Kinema Junpo Awards, London Critics Circle Film Awards, Sant Jordi Awards oder Kansas City Film Critics Circle Awards.
Das American Film Institute sieht Erbarmungslos als einen der 100 besten amerikanischen Filme (Platz 68). 2004 wurde er ins National Film Registry der Library of Congress aufgenommen. Weiterhin erreichte der Film Platz vier bei der Wahl des American Film Institute zu den zehn besten Western aller Zeiten.

## Sonstiges
Im Abspann sieht man eine kleine Widmung an „Sergio und Don“; Sergio Leone und Don Siegel, Eastwoods verstorbene Mentoren am Beginn seiner Karriere als Regisseur.